# Litli-Árskógssandur
Litli-Árskógssandur, är en ort i republiken Island. Den ligger i regionen Norðurland eystra, i den norra delen av landet. 
Orten kan nås via Ólafsfjarðarvegur S82 och Árskógssandsvegur S808. Avståndet till Akureyri är 34 kilometer. Härifrån avgår färjan Sævar till ön Hrísey. Ön kan också nås med färjan Sæfari från Dalvík. Orten har 119 invånare (per 1 januari 2022) och tillhör kommunen Dalvíkurbyggð. Det finns två fiskförädlingsanläggningar i byn och sedan 2006 bryggeriet Bruggsmiðjan.
Árskógsströnd på Eyjafjörðurs västra strand är uppkallad efter gården Stærra-Árskógi. I Árskógsströnd finns också kyrkan och skolan för detta område, som även omfattar Hauganes. Orten heter egentligen Litli-Árskógssandur, men på ortsskylten står det Árskógsströnd.